# Gustav Tammann
Gustav Andreas Tammann (né le 24 juillet 1932 et mort le 6 janvier 2019) est un astronome, professeur et administrateur germano-suisse. 

## Biographie
Il a été directeur de l'institut d'astronomie de l'Université de Bâle, en Suisse, ainsi que membre du Space Telescope Advisory Team de l'Agence spatiale européenne (ESA) et du conseil de l'Observatoire européen austral (ESO). Il a également été président de la Commission sur les galaxies de l'Union astronomique internationale (UAI). Il a effectué des recherches dans le domaine des supernovæ ainsi que dans l'établissement de distances extragalactiques.
Gustav Tammann est le petit-fils du physicien-chimiste Gustav Heinrich Tammann (en).

## Prix et distinctions
En 2000, Gustav Tammann reçoit la médaille Albert-Einstein ainsi qu'un prix de la Tomalla Foundation (en) pour ses travaux sur la mesure du taux d'expansion de l'Univers et ses travaux pionniers sur l'utilisation des supernovas comme "chandelles standards". En 2005, il reçoit la médaille Karl-Schwarzschild.
L'astéroïde (18872) Tammann a été nommé en son honneur.